# Milíkov (Moravia-Slesia)
Milíkov (in polacco Milików, in tedesco Milikau) è un comune della Repubblica Ceca facente parte del distretto di Frýdek-Místek, nella regione della Moravia-Slesia.